# Association sportive de Korofina
L'Association Sportive Korofina est un club malien de football basé à Korofina, un quartier de Bamako. 

## Histoire
Le club évolue pendant sept saisons consécutives en première division, de 2007 à 2013. Il se classe quatrième du championnat en 2011, ce qui constitue sa meilleure performance.